# Nové Modlany
Nové Modlany (německy Neu Modlan) jsou vesnice, část města Krupka v okrese Teplice. Nachází se asi dva kilometry jihovýchodně od Krupky. Nové Modlany jsou také název katastrálního území o rozloze 1,13 km².

## Historie
První písemná zmínka o vesnici pochází z roku 1921.

## Obyvatelstvo
Při sčítání lidu v roce 1931 ve vsi žilo 614 obyvatel, z nichž bylo 421 Čechoslováků, 185 Němců a osm cizinců. Většina se hlásila k římskokatolické církvi, ale 26 lidí bylo evangelíky, jeden žid a 199 lidí bylo bez vyznání.
| | 1869 | 1880 | 1890 | 1900 | 1910 | 1921 | 1930 | 1950 | 1961 | 1970 | 1980 | 1991 | 2001 | 2011 |
| --- | ---- | ---- | ---- | ---- | ---- | ---- | ---- | ---- | ---- | ---- | ---- | ---- | ---- | ---- |
| Obyvatelé | .    | .    | .    | .    | .    | 610  | 614  | 325  | 352  | 317  | 302  | 185  | 216  | 314  |
| Domy | .    | .    | .    | .    | .    | 43   | 57   | 67   | .    | 57   | 58   | 55   | 51   | 62   |
| Údaje z období 1869 až 1910 jsou započítány u Modlan. Počet domů z roku 1961 je zahrnut v domech místní části Krupka. |      |      |      |      |      |      |      |      |      |      |      |      |      |      |